# ديفيد بينتلي
ديفيد مايكل بينتلي (بالإنجليزية: David Bentley)‏، من مواليد 27 أغسطس 1984 في بيتربوروغ في إنجلترا، لاعب كرة قدم إنجليزي.
بدأ مسيرته الكروية مع نادي آرسنال في عام 2001، ولعب معهم حتى عام 2006، وشارك معهم في مباراة واحدة ولم يسجل فيها اهداف، وفي موسم 2004/2005 أعير إلى نادي نوريتش سيتي، ولعب معهم 26 مباراة وسجل هدفين، وفي عام 2005 انتقل إلى نادي بلاكبيرن روفرز، وفي عام 2008 انتقل إلى نادي توتنهام هوتسبير.

## مسيرته الكروية

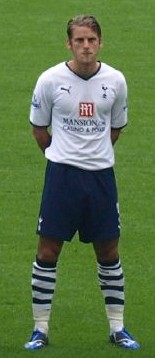
ديفيد بينتلي مع نادي توتنهام

لعب ديفيد بينتلي خلال مسيرته الاحترافية مع 7 أندية في ثلاثة عشر موسمًا وسجل خلالها 18 هدفًا ضمن 201 مباراة. حيث فاز في موسم واحد بالكأس وفي موسم واحد بالدوري.
خاض ديفيد بينتلي مسيرته مع نادي أرسنال في موسم 2002–03 ولمدة موسمين، مشاركًا في مباراة ولم يسجل أي هدف. ثم انتقل إلى نادي نورويتش سيتي في موسم 2004–05 لمدة موسم واحد، حيث شارك في 26 مباراة سجل خلالها هدفين. لينتقل بعدها إلى نادي بلاكبيرن روفرز في موسم 2005–06 في المرة الأولى واستمر معه طيلة ثلاثة مواسم ثم في موسم 2012–13 لمدة موسم واحد، مشاركًا طوالها في 107 مباراة سجل خلالها 13 هدفًا. ثم انتقل إلى نادي توتنهام هوتسبير في موسم 2008–09 واستمر معه طيلة ثلاثة مواسم، مشاركًا في 42 مباراة سجل خلالها 3 أهداف. هذا وانتقل لاحقًا إلى نادي برمنغهام سيتي في موسم 2010–11 لمدة موسم واحد، مشاركًا في 13 مباراة ولم يسجل أي هدف. ثم انتقل بعدها إلى نادي وست هام يونايتد في موسم 2011–12 لمدة موسم واحد، مشاركًا في 5 مباريات ولم يسجل أي هدف أيضًا.

## روابط خارجية
- ديفيد بينتلي على موقع قاعدة بيانات كرة القدم.إي يو (الإنجليزية)
- ديفيد بينتلي على موقع ناشيونال فوتبول تيمز (الإنجليزية)
- ديفيد بينتلي على موقع Soccerbase.com (لاعب) (الإنجليزية)
- ديفيد بينتلي على موقع Soccerway.com (الإنجليزية)
- ديفيد بينتلي على موقع عالم كرة القدم.نت (الإنجليزية)
- ديفيد بينتلي على موقع كووورة